# Bipolaris tropicalis
Bipolaris tropicalis är en svampart som beskrevs av Sivan. 1985. Bipolaris tropicalis ingår i släktet Bipolaris och familjen Pleosporaceae.   Inga underarter finns listade i Catalogue of Life.